# Reb Brown
Reb Brown (Robert Brown; 29 de abril de 1948) es un actor y exjugador de fútbol americano estadounidense, reconocido principalmente por protagonizar el telefilme de 1979 Capitán América y la película bélica de 1983 Uncommon Valor. También apareció en el clásico de culto de 1983 Yor, the Hunter from the Future y en la cinta de ciencia ficción Space Mutiny. Colaboró con el cineasta italiano Bruno Mattei en las películas de acción Strike Commando y Robowar.

## Filmografía

### Cine
- Sssssss (1973) (como Steve Randall)
- The Girl Most Likely to... (1973) (como un jugador de fútbol)
- Big Wednesday (1978) (como Enforcer)
- Fast Break (1979) (como Sam Newton "Bull")
- Capitán América (1979) (como Steve Rogers)
- Captain America II: Death Too Soon (1979) (como Steve Rogers)
- Yor, the Hunter from the Future (1983) (como Yor)
- Uncommon Valor (1983) (como Blaster)
- Howling II: Your Sister Is a Werewolf (1985) (como Ben White)
- Death of a Soldier (1986) (como Edward J. Leonski)
- White Ghost  (1988) (como el Mayor Cross)
- Strike Commando (1987) (como Michael Ransom)
- Space Mutiny (1988) (como Dave Ryder)
- Robowar (1988) (como Murphy Black)
- Mercenary Fighters (1988) (como T.J. Christian)
- The Firing Line (1988) (como Mark Hardin)
- Cage (1989) (como Scott Monroe)
- Street Hunter (1990) (como el Coronel Walsh)
- Cage II (1994) (como Scott Monroe)
- Night Claws (2012) (como el Sheriff Kelly)
- Surge of Power: Revenge of the Sequel (2016) (como Roger Stevenson)

### Televisión
- Kojak (1974) 1 episodio
- CHiPs (1977) 3 episodios
- Three's Company (1979) 1 episodio
- Miami Vice (1984) 1 episodio